# Antioxidant
En antioxidant er et naturligt forekommende eller syntetisk fremstillet stof, som forhindrer eller svækker ødelæggende iltning (oxidation). Det kan være et enzym eller et andet organisk molekyle, der modvirker de skadelige virkninger af ilt i levende væv. Ordet bruges mest om de molekyler, der beskytter mod virkningen af "frie radikaler" (molekyler med en uparret elektron).

## Virkning
I levende organismer skaber de normale iltningsprocesser (sammen med en vis mængde baggrundsstråling) de såkaldt "frie radikaler", der er yderst aktive, kemiske brudstykker af stoffer, og som altså er naturlige biprodukter af cellernes stofskifte.
Antioxidanter beskytter de afgørende dele af cellerne ved at neutralisere disse "frie radikaler". Det gør de ved at afgive en elektron, som gør en ende på radikalernes kemiske aktivitet. Antioxidanter bliver ikke selv til frie radikaler, for de er stabile både med og uden den elektron, de frigiver.
Særligt sårbare dele af cellerne er DNA, RNA, andre proteiner og lipider (fedtstoffer). Når antioxidanten reagerer med oxidanten (det frie radikal), beskytter den disse vigtige molekyler mod ødelæggelse.
En ny række undersøgelser viser, at antioxidanter i kaffe er med til at forebygge en række kræftformer. Flere befolkningsstudier finder, at kaffedrikkere har lavere risiko for at få kræft i mundhule, svælg, spiserør og tyktarm.

## Primære antioxidanter
Disse stoffer hæmmer dannelsen af nye radikaler. Eksempler herpå er enzymerne superoxid dismutase (SOD) og Glutathion peroxidase [GPx]). Det er proteiner, der binder metaller (f.eks. caeruloplasmin). Det begrænser tilgængeligheden af Fe+2, hvad der nedsætter dannelsen af den meget reaktive hydroxyradikal (OH).

## Sekundære antioxidanter
De opfanger radikaler og forebygger dermed skadevirkninger samt reducerer koncentrationen af de fri radikaler. Ved reaktionen dannes ofte et "antioxidant-radikal", hvis reaktivitet er betydeligt lavere end udgangs-radikalet. De omfatter Alfa-tokoferol, Vitamin E, askorbinsyre, Vitamin C, beta-karoten, urinsyre, bilirubin og albumin.

## Tertiære antioxidanter
Molekylære reparationsmekanismer, heriblandt DNA-reparationsenzymer og metionin-sulfoxid-reduktase.

## Eksempler
- Glutathion
- Vitaminer
  - A (retinol eller beta-karoten)
  - C (askorbinsyre)
  - E (alfa-tokoferol)
  - B1 Tiamin
  - B5
  - B6
- Karotenoider
  - Beta-karoten[2]
  - Astaxanthin[3]
  - Lutein
  - Zeaxanthin
  - lycopen
- Anthocyaniner, blå-røde farvestoffer i bær og frugter
- Aminosyren cystein
- Antioxidanter
  - Chlorogensyre
  - BHT
  - BHA
- Enzymer
  - Katalase
  - Superoxid dismutase (SOD)
- Coenzym Q10
- Indoler
- Tioallyl-derivater
- Fenoliske stoffer

## Kunstige antioxidanter
| E-Nr.      | Navn                           | Anvendelse                                         |
| ---------- | ------------------------------ | -------------------------------------------------- |
| E249, E250 | Nitrit                         | Antioxidationsmiddel og konserveringsmiddel        |
| E251, E252 | Nitrat                         | Antioxidationsmiddel og konserveringsmiddel        |
| E300-E302  | Ascorbinsyre og Ascorbater     | Antioxidationsmiddel, melbehandlingsmiddel         |
| E304       | Ascorbinsyreester              | Antioxidationsmiddel                               |
| E306-E309  | Tocoferoler                    | Antioxidationsmiddel                               |
| E310-E312  | Gallater                       | Antioxidationsmiddel                               |
| E315, E316 | Isoascorbinsyre og natriumsalt | Antioxidationsmiddel                               |
| E320       | Butylhydroxianisol (BHA)       | Antioxidationsmiddel                               |
| E321       | Butylhydroxitoluol             | Antioxidationsmiddel                               |
| E385       | Calcium-dinatrium (EDTA)       | Antioxidationsmiddel og stabilisator               |
| E450-E452  | Di-, Tri- og Polyfosfater      | Antioxidationsmiddel, bageforbedring og smeltesalt |
| E512       | Tinklorid                      | Antioxidationsmiddel og stabilisator               |